# حسين رؤوف أورباي
حسين رؤوف أورباي (بالتركية: Hüseyin Rauf Orbay) كان ضابطًا بحريًّا ورجل دولة تركيًّا، كان أول رئيس وزراء للجمهورية التركية في 11 أغسطس 1922، بعد الإطاحة بنظام الدولة العثمانية.

## حياته
ولد في مدينة إسطنبول عام 1881 لعائلة من الأبخاز، والده أحمد باشا الجركسي. تخرّج من الكلية الحربية وكلية الهندسة في دنيز عام 1899م وأُفد في عدة دورات تدريبية إلى أمريكا وبريطانيا وألمانيا.
شارك في المعارك التي خاضتها القوات العثمانية في إقليم طرابلس في ليبيا وفي حرب البلقان، وقد اشتهر أثناء هذه الحرب عام 1912م بخروجه من مضيق الدردنيل بالطراد حميدية في عملية ناجحة، مُخترِقا الحِصار المفروض والنجاح بالوصول ببارجته حميدية إلى ميناء بورسعيد حيث حيّته الجماهير المُحتشِدة في كِلا المينائين واستقبلته استقبال الأبطال وأطلقت عليه لقب (بطل الدارِعة حميدية).
حارب مع الزعيم التركي كمال أتاتورك لإنقاذ تركيا من الهزيمة العسكرية أمام الحلفاء. وكان يرمي للإصلاح الوطني في تركيا.
تولّى منصب رئيس وزراء الحكومة الوطنية الإقليمية التركية في أنقرة والتي شكّلتها الحركة الوطنية من نواب حزب مؤتمر سيواس المعارضين للسلطان وحكومته المركزية في إستانبول.
بعد إلغاء السلطنة العثمانية كسلطة دنيوية وإبقاء الخِلافة كسلطة دينية فقط، ثُم استغلّ غياب الرئيس حسين رؤوف أورباي المعارض لخُططه وتوجهاته عن أنقرة لِيفرِض على أعضاء البرلمان الوطني التركي إلغاء الخِلافة العُثمانية وترحيل الخليفة للخارج، وتحويل الحكم إلى نظام جمهوري وتولّى هو بنفسه رئاسة الجمهورية ورئاسة أركان الجيش ورئاسة حزب الشعب الحاكم.
قدّم حسين رؤوف أورباي استقالته من رئاسة الوزراء في شباط 1922م احتجاجا على إرسال عصمت إينونو ممثلا لتركيا في مؤتمر لوزان، واحتجاجا جاء مُتأخّرا على عمليات التهجير العقابية الإجبارية التي فُرِضت على سكان الكثير من القرى والبلدات الشركسية إلى مناطق صحراوية، والتمادي في مطاردة الشخصيات الشركسية.
توفي في مدينة إستانبول عام 1964.